# Largo Winch: Empire Under Threat
Largo Winch: Empire Under Threat ist ein Adventure von Ubisoft zur belgischen Comicbuchreihe Largo Winch des Dupuis-Verlags. Das Computerspiel erschien 2002 für Windows, Xbox, PlayStation 2 und GameCube.

## Spielprinzip
Für Grafikadventures typisch werden die Spielszenen jeweils aus einer festen Kameraposition dargestellt, wobei die Kamera innerhalb einer Szenerie mit der Spielfigur mitschwenkt. Anders als in vergleichbaren Point-and-Click-Adventures steuert der Spieler den Protagonisten mit Tastatur oder Gamepad durch die 3D-Spielumgebungen. Es gilt dabei dem Genre entsprechend Rätsel zu lösen, häufig durch finden und kombinieren von Gegenständen. Fester Bestandteil des Spiels sind aber auch rundenbasierte Kämpfe und ein Hacking-Minispiel sowie im Verlauf der Handlung vereinzelt weitere Minispiele und Schleichpassagen. Die Handlung wird über Dialoge und Zwischensequenzen vorangetrieben. Geschehenes und Ziele werden automatisch in einem Notizbuch festgehalten.

## Handlung
Der Spieler steuert den titelgebenden Helden Largo Winch, der Milliardenerbe eines Großkonzerns ist. Aus dem Labor der Firma wurden genmanipulierte Lebensmittel gestohlen und ein Wissenschaftler entführt. Dabei kamen zwei Wachen gewaltsam ums Leben. Der Spieler muss nun die Hintergründe aufklären und die Verantwortlichen ausfindig machen, um das Firmen-Imperium vor dem Niedergang zu bewahren. Der als Playboy dargestellte Protagonist durchläuft in James-Bond-Manier eine agentenartige Detektivgeschichte.

## Produktionsnotizen
Das Spiel basiert auf den Comics von Philippe Francq und Jean Van Hamme. Für PlayStation erschien im selben Jahr ebenfalls von Ubisoft das Action-Adventure Largo Winch .//Commando SAR, das aus einer Verfolgerperspektive gespielt wird. Empire Under Threat wurde 2003 in der Spielesammlung Gold Games 7 sowie 2004 als Vollversion auf der Heft-CD der Computer Bild Spiele und 2005 in der GameStar veröffentlicht.

## Rezeption
Largo Winch: Empire Under Threat wurde in Reviews als zu leicht beschrieben. Das Onlinemagazin 4Players kritisiert dabei insbesondere die „größtenteils lächerlichen Rätsel“ und bezeichnet die Minispiele, die die kurze Spielzeit strecken, als nervig. Grafik und Story werden allerdings positiv hervorgehoben.

„Nettes 3D-Adventure, leider viel zu kurz und leicht.“

Die von mehreren Rezensenten als zu kurz kritisierte Spieldauer beträgt laut Adventure Corner und 4Players maximal 10 Stunden, der Autor des PC-Games-Test nennt allerdings rund 20 Stunden. Er wertet die Geschichte zudem als abwechslungsreich und spannend und nennt die Bedienung mit lediglich drei Befehlen ausgesprochen einfach.

„Largo Winch wendet sich mit einer actionfilmartigen Story und einer ordentlichen Portion Erotik an ein eher erwachsenes Publikum, auch wenn das Spiel mit Schalter- und Kombinationsrätseln mehr die Geduld als den Grips auf die Probe stellt.“